# Jalapa (Nicaragua)
Jalapa è un comune del Nicaragua facente parte del dipartimento di Nueva Segovia.